# Irrfan Khan
Sahabzade Irrfan Ali Khan (Tonk, 7 januari 1967 – Mumbai, 29 april 2020) was een Indiase acteur. Hij vergaarde bekendheid met rollen in films als Slumdog Millionaire, The Amazing Spider-Man, Life of Pi en Jurassic World.
Hij speelde ook in het derde seizoen van de HBO-televisieserie In Treatment, waarin hij de rol van Sunil Sanyal vertolkte.
In 2018 werd bij Khan een neuro-endocriene tumor vastgesteld. Hij stierf op 53-jarige leeftijd op 29 april 2020.

## Prijzen
Gewonnen
- 2003: Filmfare Best Villain Award - Haasil
- 2007: Filmfare Best Supporting Actor Award - Life in a Metro
- 2008: Screen Actors Guild Award for Outstanding Performance by a Cast in a Motion Picture -  Slumdog Millionaire
- 2011: Padma Shri[1]

Genomineerd
- 2007: Film Independent Spirit Award: Best Supporting Male - The Namesake
- 2008: Stardust Best Supporting Actor Award - The Namesake
- 2008: IIFA Award: IIFA Best Supporting Actor  - Life in a Metro